# Gilbert Cates
Gilbert Cates (ur. 6 czerwca 1934, zm. 31 października 2011) – amerykański producent filmowy i reżyser.

## Filmografia
producent
- 1970: Nigdy nie śpiewałem dla mojego ojca
- 1980: The Last Married Couple America
- 1994: Zło o dwóch twarzach
- 2003: CBS at 75

reżyser
- 1970: Nigdy nie śpiewałem dla mojego ojca
- 1973: Romans
- 1985: Consenting Adult
- 1990: Call Me Anna
- 1996: Niewinne ofiary
- 2002: Śmierć w rodzinie

## Nagrody i nominacje
Został nominowany do nagrody DGA i trzykrotnie do nagrody Emmy, a także posiada swoją gwiazdę na Hollywoodzkiej Alei Gwiazd.